# Parafia św. Hieronima w Warszawie
Parafia Świętego Hieronima – parafia rzymskokatolicka należąca do dekanatu rembertowskiego, diecezji warszawsko-praskiej, metropolii warszawskiej Kościoła katolickiego, w Warszawie, w dzielnicy Wesoła, na osiedlu Stara Miłosna.

## Historia[1]
Budowę i tworzenie nowego ośrodka duszpasterskiego za zgodą Kurii Warszawsko-Praskiej, zainicjował ksiądz Prałat Jerzy Banak – proboszcz parafii Najświętszego Serca Pana Jezusa. 14 czerwca 2002 r. ordynariusz diecezji warszawsko-praskiej, bp Kazimierz Romaniuk, dokonał erygowania Ośrodka Duszpasterskiego św. Hieronima i poświęcenia kaplicy.
30 czerwca 2002 r. w kaplicy została odprawiona pierwsza msza święta, po której ks. prał. Mariusz Mirecki, dziekan dekanatu anińskiego liturgicznie wprowadził ks. proboszcza Stanisława Popisa. Tego dnia wydano również po raz pierwszy parafialną gazetkę.
30 września 2002 r. dekretem wydanym przez bpa Kazimierza Romaniuka erygowano parafię pw. św. Hieronima. W dzień wspomnienia patrona parafii odbyła się pierwsza Msza Święta odpustowa.
W kwietniu i maju 2003 r. odbyły się w parafii po raz pierwszy uroczystości bierzmowania i I Komunii Świętej.
Budowa kościoła rozpoczęła się 19 marca 2005 r., a 27 marca bp Kazimierz Romaniuk poświęcił dzwon nazwany, na cześć papieża, imieniem – Jan Paweł II.
30 września 2007 r. podczas Mszy Świętej odpustowej, w piątą rocznicę powstania parafii bp Kazimierz Romaniuk pobłogosławił oraz wmurował kamień węgielny pod kościół św. Hieronima.
Uroczyste przeniesienie Najświętszego Sakramentu z kaplicy do nowego kościoła wraz z poświęceniem kościoła do użytkowania dokonało się w dniu odpustu parafialnego 30 września 2014 r. Uroczystości przewodniczył bp Marek Solarczyk.
14 sierpnia 2016 r. pożegnano ks. proboszcza Stanisława Popisa, którego zastąpił ks. Dariusz Marczak – dotychczasowy Dyrektor Caritas diecezji warszawsko-praskiej.
27 maja 2018 r. rozpoczęło się bezpośrednie przygotowanie do konsekracji kościoła. Intronizowano Ikonę św. Hieronima oraz głoszone były specjalne kazania wyjaśniające znaki towarzyszące konsekracji świątyni i ołtarza.
17 czerwca 2018 r. bp Romuald Kamiński dokonał konsekracji kościoła.

## Ikona św. Hieronima[1]

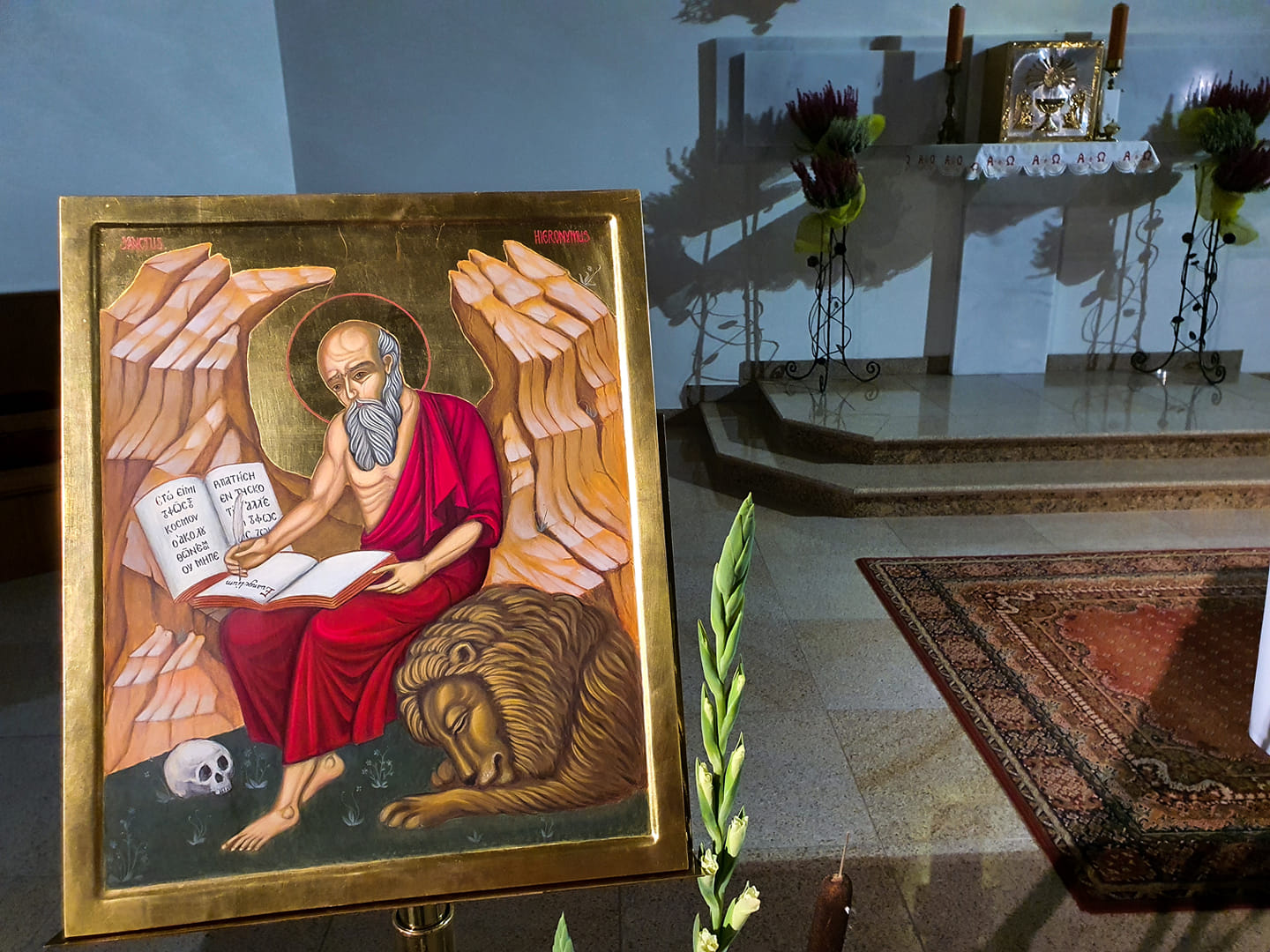
Ikona św. Hieronima

Ikona została wykonana przez Panią Joannę Kruk i przedstawia świętego Hieronima pracującego nad przekładem Pisma świętego.
Święty ubrany jest w skąpy strój w kolorze jasnej czerwieni. W liturgii czerwień symbolizuje Ducha Świętego. Kolor ten nawiązuje też do krwi męczenników (św. Hieronim umartwiał swoje ciało biczując się). Jasna czerwień jest wyjątkowym kolorem, który rozświetla postać uświęconą przez swoje męczeństwo. Zaś zwycięstwo nad lękiem i własną słabością możliwe jest tylko dzięki obecności Ducha Świętego. Na ikonie św. Hieronima kolor czerwieni ma też dodatkową symbolikę. Nawiązuje do faktu, że był doradcą papieża. Znane są przedstawienia świętego w pełnym ubraniu kardynalskim, co faktycznie nie miało miejsca. Tradycja jednak dla podkreślenia zasług (doktor kościoła) i bliskości Świętego z papieżem ukazuje go w kardynalskiej czerwieni.
Św. Hieronim na miejsce swojej pustelni wybrał okolice Betlejem. Święty znajduje się więc w grocie, w jakiej pracował nad licznymi pismami, komentarzami, a przede wszystkim nad stworzeniem Wulgaty. Jaskinia, grota jest szczególnym miejscem, ponieważ w takim miejscu narodził się Jezus.
U stóp Hieronima leży lew, który towarzyszył mu jeszcze w czasie, kiedy mieszkał w klasztorze. Ale na ikonie nie ma ram czasowych. Teraźniejszość miesza się z przeszłością. Stąd lew może towarzyszyć Świętemu. Lew jest atrybutem świętego. Według legendy Hieronim ujarzmił groźne zwierzę i namówił do pomocy zakonników. Zastanówmy się nad symboliką tego opowiadania. Wiadomo, że Hieronim miał porywczą naturę, którą tłumił narzucając sobie rygorystyczne reguły życia i ofiarowując ją Panu Bogu. Swoją zapalczywość „przekierował” na liczne dyskusje na tematy religijno-dogmatyczne i wykorzystał ją w obnażaniu występków przeciwko pobożności. Ale lew to też oznaka pustelniczego życia. Natomiast czaszka, to symbol pokuty i pobożności.
Hieronim przedstawiony jest jako starzec z siwą brodą i wysokim czołem, które są oznaką mądrości i doświadczenia.
Ważnym aspektem, odróżniającym ikonę od zwykłego obrazu jest to, że musi być podpisana. Wraz z nadaniem imienia obrazowi, uznaje się wypełnienie gwarancji wierności w stosunku do Praobrazu.
Ikona powstała na lipowej desce, na którą naklejono płótno na znak związku z pierwszą ikoną, jaką było oblicze Jezusa Chrystusa, odbite na płótnie jako podarunek dla król Abgara. Zagruntowano ją 12 warstwami gruntu, ponieważ było 12 apostołów – fundament kościoła. Malatura została wykonana w technice zimnej enkaustyki. Tło zostało wyzłocone 23 karatowym złotem rosyjskim na pulment, najstarszą techniką złocenia. Być może dla niektórych wszechobecność złota na ikonie jest przesadą, ale złoto w ikonie jest symbolem obecności Boga. Złoto jest światłem, czystością i występuje tam, gdzie jest obecny Bóg, który przemienia osobę świętego.
Intronizacji ikony dokonano 27 maja 2018 roku.